# Гомосексуальный план
Гомосексуальный план (англ. gay agenda, homosexual agenda) — пейоратив, используемый противниками ЛГБТ-движения и сторонниками гомофобии для описания деятельности по нормализации и принятию в обществе не гетеросексуальной ориентации. Термин активно используется ультраправыми группами ненависти в качестве языка вражды, направленного против ЛГБТ-сообщества.
Зачастую под «гомосексуальным планом» подразумевают устранение морального осуждения, традиционно сопровождающего «гомосексуальное поведение», достижение полной моральной эквивалентности гомосексуальности с гетеросексуальностью и общественного признания прав представителей ЛГБТ-сообщества, введение антидискриминационных законов, снятие запретов на однополые браки и усыновление и воспитание детей однополыми парами. Иногда под этим подразумевают также распространение информации о гомосексуальности в школах, переопределение понятия семьи. С гомосексуальным планом связывают другие пейоративы — «гомосексуальная вербовка» и «пропаганда гомосексуализма».
Англоязычный термин gay agenda часто употребляется противниками гомосексуальных отношений из числа людей и организаций консервативного толка. В качестве примеров гомосексуального плана такие люди называют программу гей-активизма, описанную в 1989 году в книге «После бала: как Америка победит свой страх и ненависть к геям в 90-е» Маршалла Кирка и Хантера Мэдсена, и сатирическое эссе Майкла Свифта «Gay Revolutionary», опубликованное в 1987 году.

## Мнения о гомосексуальном плане
Термин gay agenda широко распространён в США. Различные источники вкладывают в это понятие, в частности, стремление добиться полной моральной эквивалентности с гетеросексуальностью, общественное признание, декриминализацию гомосексуальных отношений, уравнивание возраста согласия для разнополого и однополого секса, пропаганду гомосексуализма в школах, введение антидискриминационных законов, снятие запретов на однополые браки или партнёрства и усыновление и воспитание детей гомосексуалами.

### Религиозные деятели
Консервативные христиане подвергают критике действия, направленные на легитимизацию гомосексуального поведения, и указывают на угрозу таких действий для общества и самого христианства.
Так, историк религии и президент Южной баптистской теологической семинарии Альберт Молер в 2004 году написал, что изложенный Кирком и Мэдсеном план привёл к социальной трансформации: «вопросы добра и зла были объявлены устаревшими, репрессивными и культурно неловкими. Вместо этого утверждение „прав“ стало частью стратегии связей с общественностью». По словам автора, «мы знаем, с чем мы сталкиваемся». Тем не менее, евангельские христиане должны продолжать говорить о добре и зле даже тогда, когда окружающий мир отвергает мораль как устаревшую концепцию.
Пастор и учитель Библии Джон МакАртур в статье «God’s Plan for the Gay Agenda» («Божий план для гомосексуального плана») написал, что «Божье осуждение гомосексуализма совершенно очевидно: Он противостоит ему во все времена». В качестве примера МакАртур приводит жизнь библейских патриархов (Бытие 19:1-28), закон Моисея (Левит 18:22; 20:13), пророков (Иезекииль 16:46-50) и Новый Завет (Римлянам 1:18-27; 1 Коринфянам, 6:9-10; Иуды, 7-8). Бог осуждает гомосексуализм, который «переворачивает фундаментальный замысел Бога для человеческих отношений — замысел, который изображает взаимодополняющие отношения между мужчиной и женщиной» (Бытие 2:18-25; Матфея 19:4-6; Ефесянам 5:22-33). По словам Дж. МакАртура, единственным ответом на «гомосексуальную повестку» может быть только «истина Писания, которая осуждает гомосексуализм и предупреждает о вечном проклятии всех, кто его практикует». Гомосексуального же человека по его мнению стоит «поставить перед истиной Писания, осуждающей его как грешника, и указать ему на надежду на спасение через покаяние и веру в Иисуса Христа».
Лайвли Скотт, американский юрист, проповедник и писатель, в книге «Redeeming the Rainbow: a Christian Response to the „Gay“ Agenda» («Искупление радуги: христианский ответ на гей-план») дал своё определение гомосексуального плана как списка того, что нужно выполнить гей-активистам, утверждающим, что их цель — общественное признание. «Поскольку в Библии и в других религиях сексуальное поведение запрещено вне моногамного гетеросексуального брака, для достижения признания геи должны пропагандировать антибиблейскую мораль. Цель, которой им необходимо добиться — замена библейской морали другой системой морали, которая допускает „сексуальную свободу“. Иначе говоря, для достижения своих целей должно быть побеждено христианство». Автор даёт ответ на вопрос, что в такой ситуации является христианским планом: христианский план определён Иисусом в Его поручении: «идите, научите все народы, крестя их во имя Отца и Сына и Святого Духа, уча их соблюдать всё, что Я повелел вам; и вот, Я с вами во все дни до скончания века» (Матфея 28:19-20).
Но некоторые религиозные деятели считают, что диалог является наиболее подходящим ответом на гомосексуальный план. Эйлин Флинн, профессор теологии в Университете Святого Петра в Джерси-сити, пишет, что есть 3 причины, по которым церкви стоит вступить в диалог с гей-активистами и подвергнуть сомнению свои взгляды на гомосексуальность. Во-первых, оценивание действий на основе объекта действия (то есть того, что совершается) без учёта контекста, включающего намерения, обстоятельства и последствия, некоторыми теологами было раскритиковано как ненадёжное и биологистичное изложение мышления о естественном праве. Биологизм проявляется в сведении реакции на сексуальный акт к оценке его физического и биологического соответствия гетеросексуальному акту без учёта намерений и чувств, стоящих за актом. Во-вторых, научные знания о происхождении гомосексуальности и разнообразии гомосексуальной ориентации ещё неполны, и потому религиозным деятелям следует проявить скромность и осторожность в высказываниях. В-третьих, трудно понять, почему Бог создал столько людей с сексуальной ориентацией, которая должна быть источником смущения и разочарования. Возможно, что поиски ответа на вопрос, какое сексуальное поведение следует считать нравственным, ещё не завершены, и некритический буквализм при трактовке Священного Писания неуместен при решении этого вопроса.

### Общественные организации
Консервативные антигомосексуальные организации критикуют «гомосексуальный план» из-за того, что он якобы угрожает институту брака, религиозной свободе и традиционным ценностям.
Роберт Магини (англ. Robert L. Maginnis), старший научный сотрудник по вопросам национальной безопасности в религиозно-правом аналитическом центре «Family Research Council», описал культурную цель гей-активистов как «стремление добиться полной моральной эквивалентности с гетеросексуальностью». Перечень действий включает такие дополнительные шаги как «однополые браки» со всеми правами и преимуществами, «усыновление геями» и преподавание моральной эквивалентности гомосексуального поведения в школах. FRC писала в 2010 году, что геи, лесбиянки и трансгендеры не успокоятся, пока не изменят суть брака и добьются однополых браков как одного из пунктов «гомосексуального плана», который теперь будет актуализироваться и включать в себя всё больше пунктов — от проникновения в школы до легализации проституции. FRC утверждает, что для ЛГБТ-сообщества «это никогда не было вопросом «принятия» или «равенства», но разрушительной стратегией уничтожения семьи, невинности, общественного здравоохранения и родительского авторитета». Термин «гей-повестка» (англ. gay agenda) был использован организацией в 1992 году, когда была выпущена серия видеопрограмм под названием «The Gay Agenda», посвященная вопросам, связанным с гомосексуальностью и скрытой пропагандой, «The Gay Agenda in Public Education» (1993), «The Gay Agenda: March on Washington» (1993) и «Stonewall: 25 Years of Deception» (1994). Серия видео программ была доступна через сеть христианских правых организаций.
В 2005 году директор евангельской христианской организации Focus on the Family Джейс Добсон, говоря о «homosexual agenda», утверждал следующее:

Эти цели включают всеобщее признание образа жизни геев, дискредитацию [священных] писаний, которые осуждают гомосексуализм, заставить замолчать духовенство и христианские СМИ, предоставить особые привилегии и права, отмену законов, запрещающих педофилию, индоктринацию детей и будущих поколений посредством общественного образования, и обеспечение всех юридических преимуществ брака любым двум или более людям, которые утверждают, что у них есть гомосексуальные наклонности. Оригинальный текст (англ.)Those goals include universal acceptance of the gay lifestyle, discrediting of scriptures that condemn homosexuality, muzzling of the clergy and Christian media, granting of special privileges and rights in the law, overturning laws prohibiting pedophilia, indoctrinating children and future generations through public education, and securing all the legal benefits of marriage for any two or more people who claim to have homosexual tendencies
Джошуа Тижерина (англ. Joshua Tijerina) из христианской правозащитной группы "Альянс в защиту свободы" пишет, что систематическое одобрение и пропаганда гомосексуального поведения в школах имеет первостепенное значение для гомосексуального плана. И с теми, кто сопротивляется, жестоко обращаются. Для ЛГБТ-активистов их цели всегда превалируют над интересами детей, эти люди становятся смелее в своих усилиях по идеологической обработке. Альянс в защиту свободы, будучи самой организованной и влиятельной христианской юридической организацией в США, считает, что конечной целью гомосексуальной юридической программы является заставить замолчать всякое инакомыслие; подавить говорящих правду в нашей культуре.
Американская ЛГБТ-организация GLAAD в своей брошюре для медиа предложила вместо использования выражения gay agenda в СМИ описывать конкретные юридические меры, о которых идёт речь. По заявлению GLAAD, «идеи о существовании так называемого „гомосексуального плана“ — риторическое изобретение анти-гомосексуальных экстремистов, пытающихся создать атмосферу страха, изображая стремление к равным возможностям для ЛГБТ-людей как ужасающее [событие]».
Southern Poverty Law Center считает идею о существовании гомосексуального плана, якобы угрожающего семьям и христианству, теорией заговора.

## Профессиональная оценка и политические заявления

### Профессиональные мнения
В 2003 году член верховного суда США Антонин Скалиа написал в своём особом мнении по делу Лоуренс против Техаса:

Сегодняшнее мнение высказано Судом, который является результатом профессиональной юридической культуры, во многом подписавшейся под так называемым гомосексуальным планом, под которым я понимаю программу, продвигаемую некоторыми гей-активистами, стремящимися к устранению морального осуждения, традиционно сопровождающего гомосексуальное поведение. Оригинальный текст (англ.)Today's opinion is the product of a Court, which is the product of a law-profession culture, that has largely signed on to the so-called homosexual agenda, by which I mean the agenda promoted by some homosexual activists directed at eliminating the moral opprobrium that has traditionally attached to homosexual conduct.
Джудит Рейсман, профессор в Школе права Университета Либерти в Линчберге, штат Вирджиния и критик сексуального просвещения утверждает, что «гомосексуалы озабочены вербовкой мальчиков». Она упомянула концепцию «ясного средства вербовки детей» гомосексуалами в своей речи в рамках кампании поддержки поправок 1992 года (законодательная мера против прав гомосексуалов) в Конституцию штата Орегон. В 1994 году на конференции правых христианских лидеров в Колорадо-Спрингс она заявила, что «гомосексуальная вербовка» является «громкой, отчётливой и повсеместной». Она оценила численность гомосексуального населения в то время в 1-2 %, но предсказывала, что в результате «вербовки» «молодёжь будет перемещаться в гомосексуальную активность» до уровня не менее 20 % и, возможно, более 30 %.
В 2002 году директор Бостонского университета Джон Зильбер издал указ аффилированным школам академии распустить студенческие клубы (англ. gay-straight alliance). Зильбер отверг заявленную цель клубов — служить группой поддержки для студентов-геев, и способствовать терпимости и взаимопониманию между студентами-геями и гетеросексуалами, обвинив в том, что они являются средством для вербовки в гомосексуалисты. В то же время, штат Массачусетс активно финансирует подобные студенческие клубы в 156 школах.
Гомосексуальный журналист Элзи Ли Грандерсон в своём выступлении на TED в шутку назвал официальной копией гомосексуального плана Конституцию США, потому что геи хотят, чтобы к ним относились, как к полноправным гражданам, они желают лишь равенства и принятия законов, которые защитят их от нарушения их прав.
Журналист Чарльз Карел Булей в статье для журнала The Advocate написал, что единый гомосексуальный план не может существовать из-за разрозненности и разнообразия представителей ЛГБТ-сообщества. По мнению Чарльза, реальная «гомосексуальная повестка дня» — свобода и справедливость для всех.

### Кампания «Спасите наших детей» в США
Импульсом к возникновению организованного противостояния ЛГБТ-движению в США в 1977 году стала широко освещавшаяся в СМИ кампания под названием «Спасите наших детей», публичным лицом которой была христианка баптистского вероисповедания, певица Анита Брайант. Брайант стала одной из первых широко известных личностей в США, продвигавших понятие «гомосексуального плана». Кампания была направлена в поддержку отмены поправки в законе округа Дейд штата Флорида о недопущении дискриминации на рабочих местах (в частности, в школах) по признаку сексуальной ориентации. В ходе своей кампании Анита Брайант заявляла:
- «Как мать я знаю, что гомосексуалисты не могут биологически производить своих детей, поэтому они будут вербовать наших…»
- «Если мы дадим права геям, то потом нам придется давать права проституткам и тем, кто спит с сенбернарами или грызёт ногти»[35].
- «Я не ненавижу гомосексуалистов, но, как мать, я должна защищать своих детей от их дурного влияния».

Несмотря на заявления об агрессивной и организованной «гомосексуальной вербовке», реальных доказательств её существования в ходе широкой общественной кампании Брайант представлено не было. Тем не менее, организаторам кампании удалось собрать достаточно подписей граждан, чтобы вынести вопрос об отмене закона на референдум. Референдум привлёк рекордную явку — 70 % избирателей пришли на участки. 69 % из них проголосовали за отмену поправки и 31 % — против, в итоге в округе Дейд поправка о запрете дискриминации была аннулирована. Она была возвращена лишь 20 лет спустя в 1998 году.

## Другие страны
Использование риторики, связанной с «планом гомосексуалистов» и «гомосексуальной вербовкой», выходит и за пределы США. В частности, из-за выездной деятельности Скотта Лайвли по странам Восточной Европы и Африки, во время которых он встречается с политиками и религиозными деятелями и предлагает им стратегии по борьбе с «гомосексуализацией общества». Например, с 2002 года Лайвли принимает участие в качестве «зарубежного эксперта» на различных антигомосексуальных конференциях в Уганде.
Пиком этой деятельности стала организованная в марте 2009 года в Кампале конференция «Разоблачение плана гомосексуалистов», в которой приняли участия парламентарии, полицейские и различные бизнесмены. Основная идея конференции заключалась в утверждении о том, что ЛГБТ-сообщество целенаправленно занимается «рекрутированием» молодёжи в гомосексуальные отношения, поэтому легализация гомосексуальности автоматически означает легализацию растления несовершеннолетних.